# Termonukleární fúze

Schematické znázornění fúze jádra tritia a deuteria

Termonukleární reakce či termojaderná fúze je proces, při kterém dochází ke sloučení atomových jader (jaderné fúzi) za pomoci vysoké teploty a tlaku.
Během termojaderné reakce se uvolňuje velké množství energie, která je ekvivalentem hmotnostního úbytku. Proti slučování jader působí odpudivá elektrostatická síla, která například při pokojové teplotě zabraňuje dvěma jádrům s kladnými náboji přiblížit se natolik, aby se uplatnila silná interakce. Výška Coulombovy potenciálové bariéry například pro dva protony je asi 400 keV. Možnost jejího překonání roste s energií tepelného pohybu.

## V jádru Slunce

Znázornění několikanásobné fúze ve Slunci

Teplota ve středu Slunce dosahuje 1,5×107 K neboli 1,30 keV/k (jednotka eV/k, v praxi nesprávně uváděná pouze jako eV, se často užívá ve fyzice plazmatu pro udání teploty). Při této teplotě již část protonů může nahodilými srážkami získat dostatečnou kinetickou energii na to, aby při srážce došlo k překonání elektrostatické síly a k jejich sloučení. Přesto však teplota (energie) stále není dostatečná na to, aby ve Slunci mohla fúze na tomto principu probíhat všude a neustále (k tomu je potřeba teplota asi 400 keV/k). Energie nutná pro překonání odpudivé elektrické síly dvou protonů je obrovská, a proto takto probíhá až u větších hvězd.
Při jaderné fúzi ve Slunci se uplatňuje pravděpodobnostní charakter částic na fundamentální úrovni, což umožňuje jev zvaný kvantové tunelování. Podle kvantové mechaniky existuje v každém okamžiku jistá pravděpodobnost, v jakém místě prostoru se daná částice vyskytuje. Tu popisuje tzv. vlnová funkce. Šance, že se proton objeví v blízkosti jiného jádra dostatečně blízko tak, aby se mohla uplatnit silná jaderná síla a tím tak následně dojít ke sloučení, je sice opravdu malá, ale díky obrovskému množství částic ve Slunci může slučování probíhat prakticky nepřetržitě.
Při sloučení dvou protonů se jeden z nich přemění na neutron za vzniku deutéria, neutrína, pozitronu a energie v podobě gama záření. Toto nově vzniklé deutérium se může znovu dál na základě kvantového tunelování slučovat s protonem nebo jiným jádrem za vzniku jader těžších a uvolnění dalšího vysokoenergetického fotonu gama. Každou sekundu sloučí Slunce ve svém jádru 620 miliónů tun vodíku. Přesto je jeho životnost nejméně dalších 5 miliard let. Až dojde vodík v jádře, naruší se na krátký čas hydrostatická rovnováha, což povede k tomu, že se stane červeným obrem.

## V dalších hvězdách

Znázornění pokročilé fáze jaderného slučování

Slučováním dalších jader se postupně dostaneme k dalším prvkům s různým nukleonovým číslem, které jsou mimo jiné esenciálním základem při formování kamenných planet a vzniku života. Všechny prvky těžší než helium až do železa tedy vznikly jadernou fúzí ve hvězdách. Prvky těžší než železo vznikají pomocí tzv. s-procesu (při kterém jsou jádra bombardována neutrony relativně pomalu "slow neutron-capture process"), který probíhá při výbuchu supernov a vytváří přibližně polovinu prvků těžších než železo, a r-procesu (při kterém jsou jádra rapidně bombardována neutrony "rapid neutron-capture process"), který probíhá při srážce neutronových hvězd (tzv. kilanově) a který vytváří zbytek těžkých prvků. (Prvotní vodík a helium vznikly během Velkého třesku v poměru přibližně 75% vodíku:25% helia.)
Termonukleární reakce mohou u hvězd menších spektrálních tříd trvat i stovky miliard let, zvláště pak u červených trpaslíků. 

## Umělé vyvolání fúze
Přeměna energie ve hvězdách probíhá s obrovským využitelným ziskem, proto se vědci a inženýři snaží přijít na optimální řešení, kterým využít tento potenciál i zde na Zemi. Účinnější využití hmoty už je možné pouze její kompletní přeměnou na jinou formu energie (hmota sama o sobě je energie) její anihilací s antihmotou, nebo ve vzdálené budoucnosti proměnou v černou díru a zachycení její energie při jejím vypařování. V posledních dvou případech je energetický zisk z hmoty 100%.
Potenciální využití fúze lze rozdělit na vojenské, neboli vývoj jaderných fúzních zbraní, a civilní vývoj fúzní elektrárny, tedy zvládnutí řízené reakce.

### Fúze jako zdroj energie
Ve snaze zvládnout jadernou fúzi řízeně a následně ji použít jako zdroj energie byla vyvinuta celá řada postupů a zařízení.
Klíčovým problémem je, že pro dosažení fúze je třeba ohromné teploty (desítky milionů kelvinů), a není snadné plazma při této teplotě udržet s dostatečnou hustotou po dostatečnou dobu.
O plazmatu mluvíme proto, že jakákoliv hmota se při dané teplotě přemění v plazma.
Dalším problémem je i radioaktivita. Jako palivo se používá radioaktivní tritium. Stěny reaktoru se také stávají radioaktivními, takže i tento způsob výroby energie produkuje radioaktivní odpad, i když podstatně méně než obvyklé štěpení.
Postupem času se jako potenciálně použitelné ukázaly dvě metody: magnetické udržení pomocí tokamaků (nebo stellarátorů) a inerciální udržení.
- Magnetické udržení využívá komplikovaných magnetických polí v magnetických nádobách, která zajišťují aby se plazma nedotýkalo stěn a defakto levitovalo ve vakuu.

- Inerciální udržení naopak rezignuje na fyzické držení materiálu, ale snaží se dosáhnout takových podmínek (zejména hustoty), aby materiál nestihl expandovat dříve než dojde k fúzní reakci. Materiál je tedy udržován jen svou setrvačností (ang. inertia) která mu brání v rychlé expanzi.

Termojaderná fúzní reakce v tokamacích již byla demonstrována, např. na tokamaku JET v Anglii. Problém v jejím využití pro energetiku tkví v tom, že v současných tokamacích je stále třeba dodat do zařízení více energie, než kolik je vyprodukováno. Tento poměr by se měl zlepšovat s rostoucími rozměry zařízení, kdy ovšem narůstají mnohé technologické problémy.

### Vojenské využití
Zažehnutí neřízených termonukleárních reakcí už bylo dosaženo ve zbrojním průmyslu. Jedná se o termonukleární zbraně, které mají díky obrovskému množství uvolněné energie velmi devastující účinky, řádově tisíckrát větší než obyčejná štěpná atomová bomba. Největší dosud vyrobenou a otestovanou fúzní bombou byl ruský Car se silou 50 Megatun TNT, který byl vyzkoušen v roce 1961.

### Ostatní využití
Existují návrhy na využití fúze k pohonu kosmických lodí. Cesta k Marsu, která se současnými chemickými raketovými motory trvá asi dva roky, by se mohla zkrátit na jeden měsíc. Existují dva koncepty: pulsní a kontinuální.
Koncept pulsního pohonu předpokládá, že se malé množství směsi deuteria a tritia zapálí iontovým paprskem nebo laserem) Obdobně jako u jiných pohonných látek by se výsledná směs ve spalovací komoře rozpínala a tryskou by odtekla do volného prostoru, čímž by kosmické lodi udělila dopředný impuls. Toto by se opakovalo 30krát za sekundu pro meziplanetární lety nebo 250krát pro mezihvězdné lety. Kosmická loď by se tedy pohybovala ne kontinuálním tahem, ale pomocí pulsů.
Koncept kontinuálního pohon vychází z principu tokamaku (prstencová reakční komora), část plazmatu by se však vyváděla z reakční komory pomocí divertoru a usměrňovala magnetickou tryskou. Existuje i návrh s lineární reakční komorou.